# Keller’s 10
Keller’s 10 ist eine zehnköpfige, in der Schweiz beheimatete Band um den Komponisten und Dirigenten Beat Keller. Die Musik von Keller’s 10 kann im Bereich Jazz, Avantgarde, Experimental, Rock, New-Orleans-Jazz, Ambient und Manic Polka angesiedelt werden.

## Geschichte
2006 gründete der in Winterthur wohnhafte Gitarrist, Multi-Instrumentalist und Komponist Beat Keller die Band Keller's 10. 2008 veröffentlichte die Gruppe ihr Debütalbum. Dieses stiess in der Jazzwelt auf ein positives Echo. Die renommierte Jazz-Website All About Jazz erkor das Album gar zum «Best Debut Release 2008». 2013 belegte die Band beim «Moods Jazz & Blues Award» den zweiten Platz. Ebenfalls 2013 erschien das zweite Studioalbum von Keller’s 10, das den Titel Two trägt.

## Diskografie
- 2008: Keller’s 10 (Unit Records)
- 2013: Two (Unit Records)